# Craspedosoma brentanum
Craspedosoma brentanum är en mångfotingart som beskrevs av Karl Wilhelm Verhoeff 1926. Craspedosoma brentanum ingår i släktet Craspedosoma och familjen knöldubbelfotingar. Utöver nominatformen finns också underarten C. b. siccatorium.